# Søren Hancke
Søren Hancke (Aarhus, 13 de dezembro de 1939) é um velejador dinamarquês, medalhista olímpico. Ele competiu nos Jogos Olímpicos de Verão de 1960 na classe 5.5 Metre e conquistou a medalha de prata, ao lado de William Berntsen e Steen Christensen.